# Corymborkis galipanensis
Corymborkis galipanensis är en orkidéart som först beskrevs av Heinrich Gustav Reichenbach, och fick sitt nu gällande namn av Ernesto Foldats. Corymborkis galipanensis ingår i släktet Corymborkis, och familjen orkidéer. Inga underarter finns listade i Catalogue of Life.